# Tabernacul

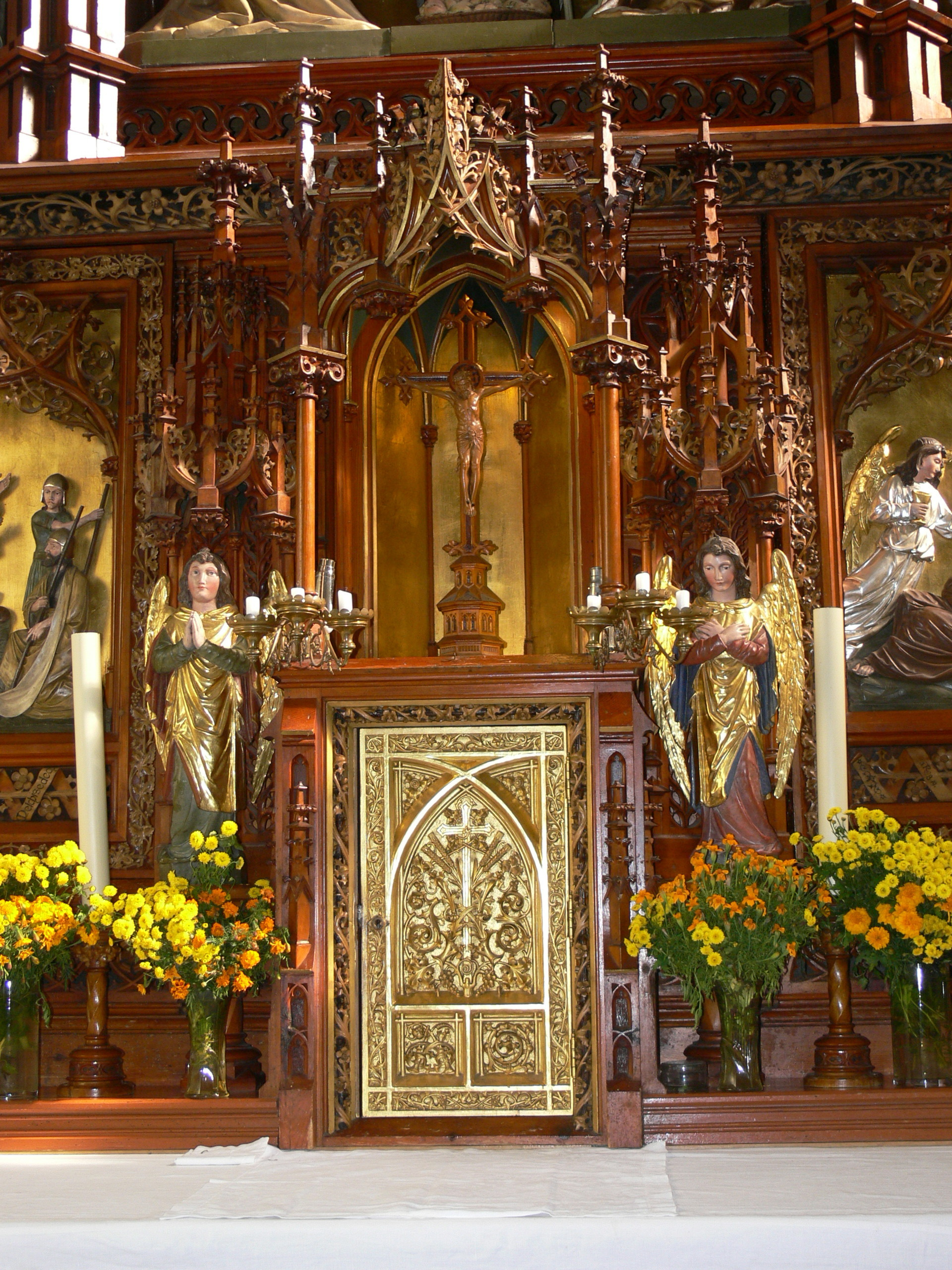
Tabernaculul bisericii Sankt Nikolaus din Haslach an der Mühl, în Austria Superioară: dulăpiorul euharistic se află sub crucifix.

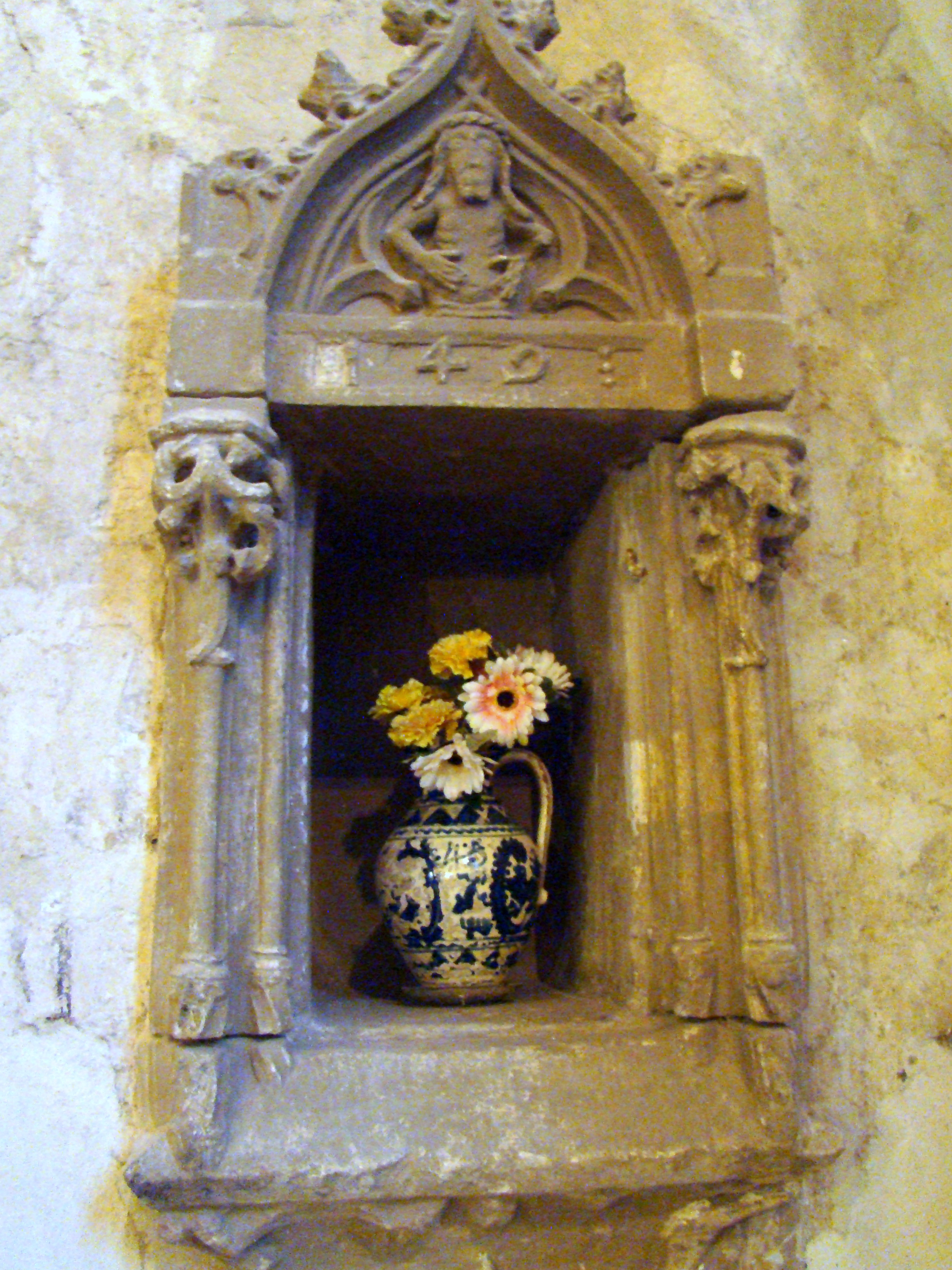
Tabernacol medieval dezafectat, Biserica fortificată din Ighișu Nou. Balamalele fostei uși pot fi observate în dreapta imaginii.

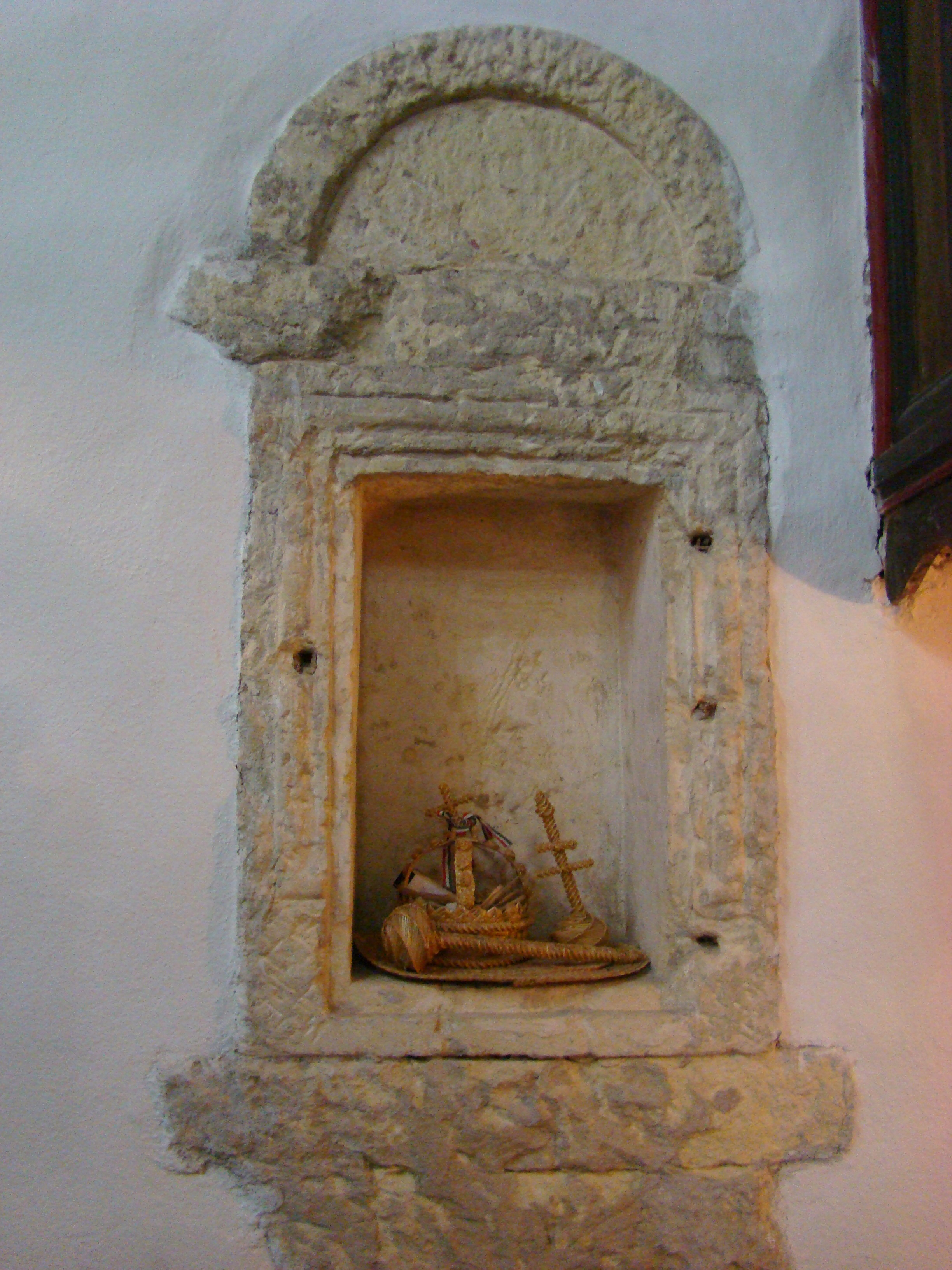
Fostul tabernacol al Bisericii medievale din Lopadea, dezafectat odată cu Reforma protestantă.

Tabernacolul (uneori tabernacul și, învechit, tabernaclu) este dulăpiorul dintr-o biserică catolică în care se păstrează pâinea consacrată euharistic. Acesta poate fi realizat din piatră, metal sau lemn. Este așezat, de obicei, în spatele altarului.

## Etimologie
Etimologia cuvântului este latină. Tabernaculum înseamnă încăpere (tavernă) mică, inclusiv cu sensul de „cort”.
Cuvântul tabernacul (cu variantele tabernacol, tabernaclu) a pătruns în română prin intermediu francez respectiv italian (în  italiană tabernacolo, în franceză tabernacle). Cuvintele tabernacolo respectiv tabernacle au drept origine același cuvânt latin medieval tabernaculum. În traducerea latină a Bibliei, Vulgata, termenul a fost folosit pentru a desemna Cortul întâlnirii, confecționat de evrei în timpul Exodului, ca Dumnezeu să locuiască în mijlocul lor.

## Legături externe
- fr Tabernacul pe site-ul oficial al liturghiei catolice în Franța